# Ptuj
Ptuj (em alemão:  Pettau; em latim: Poetovio) é uma cidade e município urbano da Eslovênia. A sede do município fica na localidade de mesmo nome.
É uma cidade colorida, com uma vida noturna diversificada. Há muitos parques e espaços públicos dentro e fora da cidade. Os aeroportos mais próximos são Ptuj Sport Aeródromo (Moškanjci), que fica a sete quilómetros de distância, e Maribor Edvard Rusjan aeroporto, que é dezoito quilômetros de distância.